# Virginia Central Railroad
La Virginia Central Railroad est une ancienne compagnie de chemin de fer qui opérait dans l'État de Virginie aux États-Unis. Elle fut fondée en 1836 sous le nom de Louisa Railroad par l'agence des travaux publics de Virginie (« Virginia Board of Public Works »), puis rebaptisée Virginia Central Railroad en 1850. 
Son réseau fut raccordé à celui du chemin de fer d'Orange et Alexandria à Gordonsville en 1854.

## Histoire

### Développement de Virginia Central
Le terminus Est de la compagnie se trouvait à l'origine à Hanover Junction (aujourd'hui Doswell), dans le comté de Hanover, où s'effectuait la jonction avec les lignes de la Richmond, Fredericksburg, and Potomac Railroad. Celles-ci étaient protégées par leur charte, qui empêchait la construction d'une ligne concurrente sur un trajet parallèle. Une décision de la cour suprême de Virginie fut nécessaire pour que Virginia Central soit autorisée à étendre ses lignes vers l'est et à rejoindre Richmond en traversant les comtés de Hanover et Henrico.
Il était prévu que Virginia Central relie Gordonsville, située dans le comté d'Orange, à Harrisonburg, située plus à l'ouest dans le comté de Rockingham, en traversant les monts Blue Ridge à Swift Run Gap. Les coûts de construction prohibitifs obligèrent à modifier le trajet, finalement redirigé vers Charlottesville, dans le comté d'Albemarle.
L'État de Virginie, toujours désireux d'encourager l'aménagement du territoire, était actionnaire de Virginia Central et finança également la compagnie Blue Ridge Railroad, pour lui permettre de traverser la barrière montagneuse située à l'ouest. Au lieu de passer par Swift Run Gap, Blue Ridge Railroad construisit sa ligne à travers la passe de Rockfish, située plus au sud. Sous la direction de l'ingénieur Claudius Crozet, la compagnie creusa quatre tunnels, dont le Blue Ridge Tunnel, long de 1 312 m, l'un des plus longs tunnels de l'époque.
Pendant ce temps Virginia Central construisit une ligne vers l'ouest depuis le pied des montagnes, à travers la vallée de Shenandoah, Staunton et Goshen. En 1856, la compagnie atteignit Jackson's River Station (ensuite baptisé Clifton Forge), au pied des monts Allegheny.
La ligne relia finalement Richmond à la vallée de Shenandoah. Pour prolonger le tracé à travers le territoire montagneux du plateau d'Allegheny (aussi appelé « Transmountaine » dans la Virginie de l'époque), le Commonwealth de Virginie finança une nouvelle compagnie de chemin de fer appelée la Covington and Ohio Railroad. Elle effectua d'importants travaux sur le plateau d'Alleghany et creusa des tunnels à travers les montagnes de la région. Elle construisit aussi des routes aux alentours de Charleston, ville située en bordure de la rivière Kanawha. Le déclenchement de la guerre de Sécession en 1861 interrompit les travaux d'extension vers l'ouest.

### Virginia Central durant la guerre de Sécession

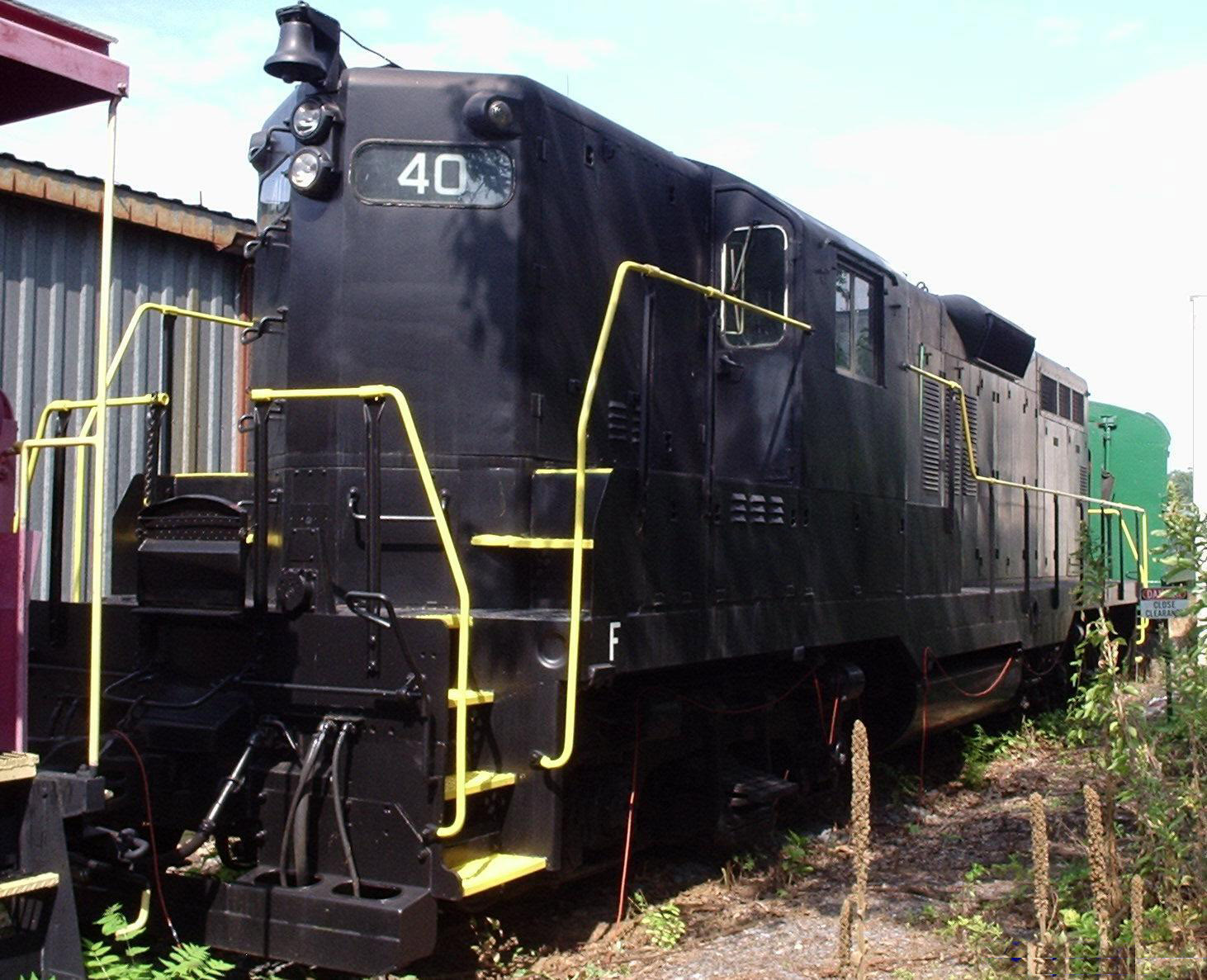
Virginia Central #40 appartenant à Jack Showalter entreposé à Staunton

Durant la guerre civile, les lignes de Virginia Central étaient parmi les plus importantes pour la Confédération. La compagnie transporta de la nourriture depuis la région de Shenandoah jusqu'à Richmond, ainsi que des troupes et de l'approvisionnement tout au long du tracé, alors que les combats se déroulaient fréquemment autour de ses voies.
En plus d'une occasion la ligne de chemin de fer fut utilisée pour des opérations tactiques, et servit à acheminer des troupes directement sur le champ de bataille. Les tunnels des monts Blue Ridge furent également un élément clé de la mobilisation rapide opérée par les forces du général Thomas Jonathan Jackson. Virginia Central constituait une cible prioritaire pour les armées de l'Union, et à la fin du conflit la compagnie ne comptait plus que cinq miles (environ 8 km) de voie en état et 40$ dans sa trésorerie.

### La Chesapeake and Ohio Railway
Après la guerre, Collis Potter Huntington réorganisa la compagnie et ses filiales et fonda la Chesapeake and Ohio Railway. Les travaux d'extension du tracé vers l'ouest reprirent. Conscient du potentiel que représenterait le transport du charbon vers l'est de la Virginie, il commença dès 1865 à racheter des terrains dans le comté de Warwick (qui s'étendait alors sur la rive nord de la James River), afin d'étendre la ligne de chemin de fer jusqu'à Newport News, d'où le charbon était exporté par bateau. En 1886, Huntington fonda le Chantier naval Newport News Shipbuilding. Sous sa direction, la compagnie atteignit Ohio River et Hampton Roads.